# Харитонов, Юрий Иванович
Юрий Иванович Харитонов (род. 25 октября 1948 года, Вольск, Саратовская область, РСФСР, СССР) — советский и российский архитектор,академик Международной Академии наук о природе и обществе (отделение дизайна) (1997), академик Академии Архитектурного Наследия (2006). Член-корреспондент Российской академии художеств (2024).

## Биография
В 1976 году окончил  Куйбышевский инженерно-строительный институт.
Еще в студенческие годы начал работать в институте «Военпроект 347», проработав 17 лет, прошел путь от рядового сотрудника до главного архитектора проекта (ГАП). За этот период приобрел опыт не только разработки проектов в полном объёме, но и их реализации с проведением авторских надзоров. По его проектам были построены жилые, общественные и учебные корпуса в городах: Куйбышев (лечебные корпуса Окружного военного госпиталя, общежитие Военно медицинского факультета (Диплом II степени СА России), проект детальной планировки санатория «Волга»), Пенза (проект гарнизонного госпиталя), Оренбург, Энгельс, Балаково (учебные корпуса высших военных заведений, Казань (жилая застройка по Фермовскому шоссе), Вольск (школа на 820 учащихся), Щелково 7 (Дом офицеров в Звездном городке) и др.
Самым значительным объектом за этот период стал Плавцентр Олимпийского резерва бассейна ЦСКА, признан лучшим произведением архитектуры Российской Федерации, стал лауреатом на Всероссийском конкурсе архитектурных построек в 1985 г. 
В 1989 г. Харитоновым Ю.И. была создана одна из первых персональных мастерских в Российской Федерации, объединившая специалистов с уникальным опытом и получившая право самостоятельного ведения проектов. Высокий профессионализм руководителя и сотрудников демонстрируется в сочетании градостроительных, архитектурно-композиционных, экологических и социальных факторов, с учетом высокого ландшафтно-экологического потенциала территории на таких значимых объектах, как Жилой комплекс «Ладья» и административный центр «Бэл Плаза». 
Совместно с коллективом Мастерской в 1997 г. Ю.И. Харитоновым был успешно осуществлен проект реставрации и реконструкции «Особняка Альфреда фон Вакано», за который он был удостоен звания лауреата Самарской городской премии в области архитектуры за 1998 г.
Авторский проект первого в г. Самара пятизвёздочного отеля "Ренессанс", стал первой гостиницей международного класса в городе.
На базе «Мастерской» создана уникальная школа храмового зодчества и внутреннего убранства в сотрудничестве с ведущими специалистами в области храмового строительства. 
Ю.И. Харитонов в совершенстве владеет современным языком храмового зодчества. Является епархиальным архитектором Самарской епархии.Работая главным архитектором г. Самары (2003 - 2006 гг.), Ю.И. Харитонов активно занимался законотворческой деятельностью, руководил разработкой генерального плана города и карты зонирования территории г. о. Самары, в рамках генерального плана строительства православных храмов с отводом земли под их строительство.

## Творческая деятельность
- Образцом гармоничного сочетания архитектурного объекта и ландшафтной среды в сложной структуре города стал Храм-памятник в честь 2000-летия христианства и 55-летия Победы во имя Св. великомученика Георгия Победоносца 2002 г.  Исключительный вариант принадлежности архитектурного решения национальному стилю с гармоничным сочетанием традиций и новаций представляет собой Храм в честь Всех Святых. Его выделяет оптимальное сочетание архитектурных элементов и конструкций с храмовым убранством и внутренней декорацией. Признан лучшим городским проектом на Всероссийском архитектурном конкурсе 2015г.  •	Собор Софии Премудрости Божией ‒ уникальный пример нововведений в преемственность Софийских храмов на Руси, по смелому замыслу архитектора совмещающий в своем внешнем и внутреннем содержании всю линию традиций от Византии до современности.   Такие композиционные достоинства объемно-планировочного решения, как органичное размещение храмов в окружающей среде, отражение их внешнем и внутреннего облике особенностей их функций и соответствие внешнего облика внутреннему у, при умелом использовании средств художественной выразительности присущи также и нижеперечисленным сооружениям: в Самаре Самарской области:
  - Храм	Троицы на Воронежских озерах, 2012 г.
  - Храм	Утоли Моя Печали (Самарский университет	путей и сообщения), 2000 г.;
  - Храм	Святителя Алексия, 2002 г.;
  - Храм	Успения Пресвятой Богородицы, 2003 г.;
  - Храм	Похвалы Пресвятой Богородицы, 2004 г.;
  - Храм	в честь иконы Божией Матери Умиление,	2005 г.;
  - Храм	в честь Смоленской иконы Божией Матери,	2006 г.;
  - Зачатьевский	храм - 2023 г.;
  - Храм	Иоанна Русского (с. Подгоры Самарской	обл.) 2020 г.;
  - Храм	Покрова Пресвятой Богородицы (р. ц.	Большая Черниговка Самарской	обл.);  Храмы и часовни на святых источниках:
  - с.	Богдановка, Кинельский р-н;
  - Храм	Серафима Саровского; с. Съезжее,	Богатовский р-н;
  - Храм	Казанской иконы Божией Матери, с. Ташла	святой источник чудотворной иконы	Божией Матери «Избавительница от бед».  По реставрационным проектам Ю.И. Харитонова был восстановлен ряд старинных храмов, ставших центрами монастырских комплексов.
  - Церковь	в честь Казанской иконы Божией Матери	(1770 г.) - Храм в честь Казанской иконы	Божией Матери (2003 г.), ставший образующим	центром спроектированного им же крупного	монастырского комплекса Свято-Богородичный	Казанский мужской монастырь в с.	Винновка;
  - Церковь	во имя прор. Илии (1860г.) - Свято-Ильинский	храм (2002 г.) в с. Подгоры, Свято-Ильинский	женский монастырь.
  - Скит	Иова Многострадального, с. Гаврилова	Поляна, (2022 г.) – уникальный комплекс,	построенный в традициях средиземноморской	архитектуры на месте ранее существовавшего	ГУЛаГа.  По его проектам строятся храмы в г. Кемерово (Храм в честь Казанской иконы Божией Матери. 2012 г.), г. Оренбург (Храм иконы Божией Матери Знамение подворья Свято-Андреевского мужского монастыря, 2023 г.), г. Кировск, Ленинградская обл. (Храм во имя Усекновения главы Иоанна Предтечи, 2015 г.).  По приглашению митрополита Черногорского и Приморского Амфилохия Юрий Харитонов проектирует и строит объекты храмовой архитектуры в Черногории и Сербии:
  - Храм	в честь Святых Царственных мучеников	в монастыре Пресвятой Богородицы,	Рустово (о. Св. Стефан, Черногория) ˗	один из первых храмов, посвященных	царственным мученикам, построенных за	рубежом;
  - Храм	прп. Сергия Радонежского в монастыре	с. Микуличи (под Румией, Черногория);
  - Монастырь	Архангела Михаила в Прекобрдже (Морача,	Черногория);
  - Храм	блж. Матроны Московской, монастырь	Грбаль (Черногория);
  - Храм	прп. Серафима Саровского (г. Будва,	Черногория);
  - Надвратный	храм в монастыре Милешево (Сербия).  
Разнообразие видов работ архитектора, этапы, представленные в чертежах, макетах и картинах демонстрировались на персональных выставках Харитонова Ю.И. в России и за рубежом:
  - «Современная	русская церковная архитектура и	иконопись». Русский дом, г. Белград	(Сербия) 2005г.;
  - «Модели из	провинции». Москва, 1997 г.;
  - «Русский	вектор», Самарский областной художественный	музей Самара, 2023г.;
  - «Самарские	православные храмы XIX-XXI веков». Музей	«Детская картинная галерея. Самара,	2017г.;
  - «Современная	храмовая архитектура и иконопись в	работах Ю. Харитонова и А. Чашкина».	Самарский епархиальный церковно-исторический	музей. Самара, 2009г.;
  - «Современная	церковное искусство в работах Ю.	Харитонова и В. Кидишевича». Самарский	епархиальный церковно-исторический	музей. Самара, 2019г.;
  - «Городской	роман». Дом архитектора. Самара, 2018г.
  - награды  Ю.И. Харитонов – лауреат многочисленных Всероссийских и международных конкурсов и фестивалей:  1972 г. - Диплом I степени лауреата республиканского конкурса Министерства торговли РСФСР за лучший дизайн витрин «ЦУМ Самара» в г. Куйбышеве.  1983 г. - Диплом II степени Всероссийского смотра конкурса на лучшую постройку за проект общежития мед. института в г. Куйбышеве.   1984 г. - Диплом 1 степени лауреата III Всероссийского смотра конкурса на лучшую постройку за проект плавцентра Олимпийского резерва (бассейн СКА) г. Куйбышев.  1985г. - Всемирная Биеннале архитектуры г. София, (Болгария) 1985 г. Диплом 1 степени лауреата зонального смотра творчества молодых архитекторов Поволжья.  1998 г. - Лауреат Самарской городской премии в области архитектуры.  2002 г. - Лауреат международного фестиваля «Зодчество 2002» за проект храма-памятника в честь св. вмч Георгия Победоносца в Самаре.  2002 г. - Золотой диплом 10-го международного фестиваля «Зодчество 2002» – за комплекс железнодорожного вокзала «станция Самара».   2003 г. - Диплом Всероссийского архитектурно-художественного конкурса за создание проекта надгробия над мощами святителя Николая Чудотворца в г. Бари (Италия).  2007 г. - Лауреат фестиваля «Архит-07» (г. Самара) в номинации «Архитектурный объект».  2015 г. - Диплом лауреата конкурса проекты и постройки современных православных храмов в номинации «Городской православный храм на 300-600 человек», за проект храма Всех Святых в г. Самаре.  2020 г. - Серебряный диплом 28-го международного фестиваля Зодчество - за собор Софии Премудрости Божией в Самаре.  2021 г.-Диплом 29-го международного  фестиваля Зодчество-за проект Свято-Богородичного Казанского мужского монастыря в с. Винновка.  2020 г. - Почетная грамота Самарской Губернской Думы.  2023 г. - Бронзовый диплом Всероссийского архитектурного фестиваля «Архитектурное наследие» за проект Свято-Богородичного Казанского мужского монастыря в с. Винновка Самарской области.  Удостоен почетного знака «Посол Самарской губернии» в номинации «Архитектор 2003 г.» и номинации «Архитектор 2004 г.».  Награжден Патриаршими наградами Русской Православной Церкви: орденом прп. Сергия Радонежского III степени, орденом прп. Андрея Рублева III степени, орденом Преподобного Андрея Иконописца II степени.